# جورج بالانتين
جورج بالانتين (بالإنجليزية: George Ballantyne)‏ هو لاعب دوري الرغبي بريطاني، ولد في 27 مايو 1952 في ليدز في المملكة المتحدة.